# رومان یاکوولیف
رومان نیکولایوویچ یاکوولیف (روسی: Роман Миколайович Яковлєв؛ زادهٔ ۱۳ اوت ۱۹۷۶) بازیکن والیبال اهل اوکراین که برای تیم ملی والیبال روسیه از سال ۱۹۹۸ تا ۲۰۰۷ به میدان رفت.
رومان یکی از اعضای تیم ملی روسیه در المپیک ۲۰۰۰ سیدنی بود که به مدال نقره دست یافت. نقره قهرمانی جهان ۲۰۰۲، نقره لیگ جهانی ۱۹۹۸ و ۲۰۰۰، طلا لیگ جهانی ۲۰۰۲، طلا جام بزرگ قهرمانان ۲۰۱۱ و برنز قهرمانی اروپا ۲۰۰۱ از دیگر دست‌آوردهای او در رده ملی است.

## جوایز فردی
- «باارزشترین بازیکن» جام جهانی ۱۹۹۹
- «بهترین اسپکر» جام جهانی ۱۹۹۹
- «ستاره مجله والیبال روسیه» از نگاه کاربران ۲۰۰۱